# Susanne Hagemann
Susanne Hagemann (* 1961 in Stuttgart) ist eine deutsche Übersetzungs- und Literaturwissenschaftlerin. Sie ist Leiterin der Fachgruppe Übersetzen im Fachbereich Translations-, Sprach- und Kulturwissenschaft (FTSK) an der Johannes Gutenberg-Universität Mainz in Germersheim, an der sie bis 2006 als Lehrbeauftragte beschäftigt war. Sie ist außerdem als Diplom-Übersetzerin freiberuflich tätig.

## Leben
1961 in Stuttgart geboren, studierte Susanne Hagemann ab 1980 Englisch und Italienisch an der Johannes Gutenberg-Universität Mainz in Germersheim. Hier lernte sie unter anderem bei Paul Kußmaul und Peter Axel Schmitt. Sie promovierte im Jahr 1991 in den Fächern Anglistik, Romanistik mit Italienisch und Angewandte Sprachwissenschaft zum Thema „Die Schottische Renaissance: Literatur und Nation im 20. Jahrhundert“. Seit 1984 war sie am Institut für Anglistik, Amerikanistik und Anglophonie am FTSK tätig, unterbrochen durch Forschungsaufenthalte im Ausland und ihrer Tätigkeit als Gastdozentin an der University of the West of England in Bristol (1994) und an der University of Glasgow (1998).
In den Jahren 2003 bis 2006 war sie Lehrbeauftragte am FTSK an der Johannes Gutenberg-Universität Mainz und zeitweise auch an den Universitäten Konstanz und Saarbrücken sowie an der International University Bruchsal. Seit 2006 ist sie außerdem im Arbeitsbereich Interkulturelle Germanistik am FTSK beschäftigt und im Jahr 2007 übernahm sie die Leitung der Fachgruppe Übersetzen am FTSK.

## Forschung
Susanne Hagemanns Forschung und Lehre konzentriert sich auf die Fachbereiche der Translationswissenschaft und der Translatorischen Kompetenz, sie unterrichtet aber mitunter außerdem in den Bereichen der Terminologiearbeit sowie der Translationstechnologie. Weiterhin publizierte sie in den Bereichen der Literaturwissenschaften als auch der Geschlechterforschung. In den letzten Jahren richtete sich ihre Forschung jedoch ausschließlich auf die Translationswissenschaften, bzw. Literaturwissenschaften mit Translationsbezug und entfernte sich somit von der reinen Literaturwissenschaft.

## Publikationen

### Monographien
- Translationswissenschaftliches Arbeiten: Ein Lehr- und Übungsbuch. (= Beiträge zur Translationswissenschaft. 6). SAXA, Berlin 2011, ISBN 978-3-939060-29-1.
- Translationswissenschaft und der Bologna-Prozess: BA/MA-Studiengänge für Übersetzen und Dolmetschen im internationalen Vergleich. (= Beiträge zur Translationswissenschaft. 2). SAXA, Köln 2005, ISBN 3-939060-00-3.
- Feminism and Territoriality: A Bifocal Case Study of Literary Irelands. (= Schriftenreihe Literaturwissenschaft. 67). Trier 2005, ISBN 3-88476-629-5.
- Die Schottische Renaissance: Literatur und Nation im 20. Jahrhundert. (= Scottish Studies. 13). Lang, Frankfurt am Main 1992, ISBN 3-631-44698-5.

### Herausgebertätigkeit (Auswahl)
- mit Julia Neu (Hrsg.): Übersetzungsränder: Vor- und Nachworte, Interviews und andere Texte zu Übersetzungen deutschsprachiger Literatur. (= Beiträge zur Translationswissenschaft. 7). SAXA, Berlin 2012, ISBN 978-3-939060-30-7.
- Hans G. Hönig. Übersetzen lernt man nicht durch Übersetzen: Translationswissenschaftliche Aufsätze 1976–2004. (= Translationswissenschaftliche Bibliothek. 3). SAXA, Berlin 2011, ISBN 978-3-939060-28-4.
- Deskriptive Übersetzungsforschung: Eine Auswahl. (= Translationswissenschaftliche Bibliothek. 4). SAXA, Berlin 2009, ISBN 978-3-939060-25-3.
- mit Andreas F. Kelletat (Hrsg.): Amici amico: Ein Bündel Texte für Karl-Heinz Stoll zum Geburtstag. SAXA, Köln 2007, ISBN 978-3-939060-11-6.
- Terranglian Territories: Proceedings of the Seventh International Conference on the Literature of Region and Nation. Lang, Frankfurt am Main 2000, ISBN 3-631-34640-9.
- Studies in Scottish Fiction: 1945 to the Present. (= Scottish Studies. 19). Lang, Frankfurt am Main 1996, ISBN 3-631-46085-6.
- mit Joachim Schwend und Hermann Völkel (Hrsg.): Literatur im Kontext/Literature in Context: Festschrift für Horst W. Drescher. (= Scottish Studies. 14). Lang, Frankfurt am Main 1992, ISBN 3-631-44268-8.

### Wissenschaftliche Artikel (Auswahl)
- Images of Higher Education: Developing and Administering Translation Studies Programmes in Germany. In: The Interpreter and Translator Trainer. Band 8, Nr. 2, 2014.
- Changing Perspectives: Translations of Scottish Twentieth-Century Poetry into German. In: Scottish Literary Review (Frühjahr/Sommer 2014). 2014, S. 61–80.
- mit Andrea Cnyrim und Julia Neu: Towards a Framework of Reference for Translation Competence. In: Don Kiraly, Silvia Hansen-Schirra, Karin Maksymski (Hrsg.): New Prospects and Perspectives for Educating Language Mediators. (= Translationswissenschaft. 10). Narr, Tübingen 2013, S. 9–34.
- Liz Lochhead Translated: A First Bibliography. In: Scottish Literary Review. Band 5, Nr. 1, 2013, S. 59–73.
- Lochhead Translated. In: Anne Varty (Hrsg.): The Edinburgh Companion to Liz Lochhead. EUP, Edinburgh 2013, S. 61–71, 133–134.
- mit Julia Neu: Vernetzte Translationslehre. In: Silvia Hansen-Schirra, Don Kiraly (Hrsg.): Projekte und Projektionen in der translatorischen Kompetenzentwicklung. (= FTSK: Publikationen des Fachbereichs Translations-, Sprach- und Kulturwissenschaft der Johannes Gutenberg-Universität Mainz, Reihe A. 61). Lang, Frankfurt am Main 2013, S. 189–209.
- Einleitung: Zur translatorischen Sichtbarkeit. In: Susanne Hagemann, Julia Neu (Hrsg.): Übersetzungsränder: Vor- und Nachworte, Interviews und andere Texte zu Übersetzungen deutschsprachiger Literatur. (= Beiträge zur Translationswissenschaft. 7). SAXA, Berlin 2012, S. 9–35.
- Literary Tartanry as Translation. In: Ian Brown (Hrsg.): From Tartan to Tartanry: Scottish Culture, History and Myth. EUP, Edinburgh 2010, S. 151–165.
- Professionelles Übersetzen: Die Konstitution des Berufsbildes im Internet. In: Jahrbuch Deutsch als Fremdsprache / Intercultural German Studies. Band 34, 2008, S. 126–138.
- Zur Evaluierung kreativer Übersetzungsleistungen. In: Lebende Sprachen: Zeitschrift für fremde Sprachen in Wissenschaft und Praxis. Band 52, Nr. 3, 2007, S. 102–109. (Auch in: Peter A. Schmitt, Heike E. Jüngst (Hrsg.): Translationsqualität. In: Leipziger Studien zur angewandten Linguistik und Translatologie. 5). Lang, Frankfurt am Main, S. 237–255)
- From Carswell to Kay: Aspects of Gender, the Novel and the Drama. In: Ian Brown u. a. (Hrsg.): Modern Transformations: New Identities (from 1918). (= The Edinburgh History of Scottish Literature. Band 3). EUP, Edinburgh 2007, S. 214–224.
- Studien- und Berufswege im Übersetzen und Dolmetschen: Eine Germersheimer Umfrage. In: Lebende Sprachen: Zeitschrift für fremde Sprachen in Wissenschaft und Praxis. Band 51, Nr. 1, 2006, S. 13–21.
- Postcolonial Translation Studies and James Kelman's Translated Accounts. In: Scottish Studies Review. Band 6, Nr. 1, 2005, S. 74–83.
- Subversives Übersetzen: Tolkiens Frauen. In: Rainer Kohlmayer, Wolfgang Pöckl (Hrsg.): Literarisches und mediales Übersetzen: Aufsätze zu Theorie und Praxis einer gelehrten Kunst. Lang, Frankfurt am Main 2004, S. 57–72.
- Tales of a Nation: Territorial Pragmatism in Elizabeth Grant, Maria Edgeworth, and Sydney Owenson. In: Irish University Review: A Journal of Irish Studies. Band 33, Nr. 2, 2003, S. 263–278.
- Translation in Translations: Sprach-, Kultur- und Weltmittlung bei Brian Friel. In: Horst W. Drescher (Hrsg.): Transfer: Übersetzen – Dolmetschen – Interkulturalität. 50 Jahre Fachbereich Angewandte Sprach- und Kulturwissenschaft der Johannes Gutenberg-Universität Mainz in Germersheim. (= FASK: Publikationen des Fachbereichs Angewandte Sprach- und Kulturwissenschaft der Johannes Gutenberg-Universität Mainz in Germersheim. Reihe A. 23). Lang, Frankfurt am Main 1997, S. 347–367.
- Women and Nation. In: Douglas Gifford und Dorothy McMillan (Hrsg.): A History of Scottish Women's Writing. EUP, Edinburgh 1997, S. 316–328.
- Translating Twentieth-Century Scottish Renaissance Literature: The National Element in Cross-National Communication. In: Horst W. Drescher, Hermann Völkel (Hrsg.): Nationalism in Literature – Literarischer Nationalismus: Literature, Language and National Identity. Third International Scottish Studies Symposium: Proceedings. (= Scottish Studies. 8). Lang, Frankfurt am Main 1989, S. 155–180.
- MacDiarmid. In: François Bondy u. a. (Hrsg.): Harenbergs Lexikon der Weltliteratur: Autoren – Werke – Begriffe. Band 3, Harenberg, Dortmund 1989, S. 1851.